# Дерега, Ярослав Степанович
Ярослав Степанович Дерега (укр. Ярослав Степанович Дереґа, род. 16 июля 1955, Львов, УССР, СССР) — украинский языковед, журналист, публицист, педагог, синолог, полиглот

## Биография
Родился в городе Львове. Окончил львовскую СШ № 44 имени Тараса Шевченко и факультет иностранных языков Львовского университета имени Ивана Франко. Изучал китайский язык в Москве на спецкурсах и в Пекине.

## Деятельность
Разработал собственную оригинальную методику изучения иностранных языков «Язык как текстуальный жест». Более 30 лет практиковал свою методику в школах, на языковых курсах, в детских садах и в Национальном университете «Львовская политехника».
Основал и руководил первым и единственным в Украине и в мире многоязычным учебным театром «Фиеста» (1994—2001), где на основе авторской методики «Язык как текстуальное жест» дети и взрослые могли изучать одновременно несколько иностранных языков (сначала итальянский + английский + китайский, далее добавляются поочередно французский, немецкий, испанский).
Написал первый в Украине учебник китайского языка «Китайская грамота. Китайский язык для взрослых» (2006). Книга стала лауреатом 13-го Международного форума издателей во Львове в 2006 году)
Написал (в соавторстве с сыном Роксоланом Ярославовичем) первый в Украине учебник китайского языка для всех желающих «Китайская грамота для детей от 9 до 209» (2009 г.), который был номинирован на лучшую книгу года на Всеукраинском конкурсе книг, который проводит газета «Украина молодая» вместе с Институтом Литературы им. Т. Г. Шевченко.
Написал (в соавторстве с сыном Роксоланом Ярославовичем) первый в Украине и первый в мире учебник китайского языка для дошкольников в трёх частях «Знаки неба» (2010 г.) — «Знаки неба. Книга первая: Святознаки», «Знаки неба. Книга вторая: Остров сокровищ», «Знаки неба. Книга третья: Шаолиньский монастырь». Данный учебник стал лауреатом 17 Международного Форума издателей 2010 года во Львове, был номинирован на лучшую книгу года на Всеукраинском конкурсе книг.
Создал (совместно с сыном Роксоланом Ярославовичем) первый в Украине и первый в мире журнальный курс китайского языка для детей в детском журнале «Профессор Крейд» (2010, № 1-6).
В 2006 году опубликовал педагогическое социологическое исследование «Евангелие от детства». Автор аргументирует необходимость драстических изменений в образовательной системе не только в Украине, но и в других странах западной цивилизации.
В 2006—2008 годах, вместе с сыном Роксоланом, совершил двухлетние путешествие по Китаю, проехав по китайским дорогам более 20 000 километров. Во время странствий написал серию путевых заметок и репортажей, которые публиковались в газете «Пост-Поступ» (под псевдонимом, из соображений безопасности, путешествуя в то время по Китаю), а также на сайте Хай-Вей.
Создал и вел (вместе с сыном Даниилом Ярославовичем) первый в Украине радио-курс английского языка на радиостанции «Свободное слово с Украины» в 1990 году.
В 2013 году в издательстве «АбАбА» из под его пера вышел первый в Украине учебник японского языка «Японская грамота. Японский язык для взрослых: самураев и аристократов духовного роста» (174 стр.).
В 2014 году издательство «Шметтерлинг» (Штутгарт, Германия) напечатало немецкий перевод его учебника «Знаки неба» («ZEICHEN DES HIMMELS»).
В 2017 и в 2018 годах издательство «Попурри» (Минск) напечатало русскоязычный перевод первой и второй части его учебника «Знаки неба» («Мой первый китайский» 2017, «Мой первый самоучитель китайского» 2018).
В 2018—2019 годах в издательстве «Левада» вышла его серия учебных книг для изучения английского «English with a Cup of Tea» (12 книг) и немецкого «Deutsch mit eine Tasse Tee» языков (5 книг), которые позволяют легкое, интересное, быстрое овладение этими языками без учителя, без словаря, без грамматики. Грамматические выводы даются в итоге, когда они становятся очевидными и их может сделать сам ученик, согласно главному правилу методики «Соль к мясу, а не мясо к соли».
В 2020 году в издательстве «Левада» вышли в свет его экспериментальные, иллюстрированные пособия по французскому языку для взрослых, созданные на основе воспоминаний «Интимная исповедь киевлянина греко-католика 1870 г.р.» («Confessions sexuelles d’un russe du Sud»), написанных на французском языке и приписываемых Агатангелу Крымскому, и романом-очерком Пьера Луиса «Остров для дам» (Pierre Louÿs «L'Île aux dames»).
В 2020 году Дерега возродил к жизни свой учебный многоязычный песенно-поэтический рекреационно-реабилитационный театр «Фиеста», первый и единственный в мире, где взрослые и дети, благодаря песням, поэзии, театральным постановкам с ежемесячными регулярными концертами-представлениями, могут легко и быстро овладевать одновременно тремя, четырмя, пятью, шестью и более иностранными языками. Филиалы театра открываются в других городах Украины, а также за рубежом. Автор считает, что (цитата) «филиалы моего театра „Фиеста“ должны быть в каждом городе Европы, как Макдональдз, ибо мой театр нужен всем людям намного больше, чем Макдональдз».
Дерега Я. С. открыто выступает за легализацию в Украине (цитата) «святой порнографии, святой проституции и святого многоженства», цитируя слова Федерико Феллини: «Неужели порнография действительно является наиболее значимой формой искусства?!», и указывая, что «Украина — это единственная в мире немусульманская страна, где порнография запрещена и уголовно преследуется», а «многоженство и проституция вполне богоугодные и ничем не хуже легализованных повсеместно лезбиянства или гомосеков!»

## Книги
1. Дерега Я. С. «Китайская грамота. Китайский язык для взрослых». Львов, «Декамерон». 2002, 2006, 924 стр., ISBN 966-96481-0-6
2. Дерега Я. С., Дерега Р. Я. «Китайская грамота для детей от 9 до 209». Львов, «Декамерон». 2002, 2009, 304 стр., ISBN 966-96481-1-4
3. Дерега Я. С., Дерега Р. Я. «Знаки неба: китайский язык для дошкольников и разумных взрослых». [3 части, 232 стр.], Львов, «Декамерон». 2002, 2010
4. Дерега Я. С. «Евангелие от детства», «Декамерон». 2002. 2006.
5. Дерега Я. С. «Японская грамота. Японский язык для взрослых». Львов. 2013. «Левада».
6. Yaroslav Derega, Roksolan Derega «Zichen des Himmels». Stuttgart. 2014. Schmetterling Verlag.
7. Дерега Я. С., Дерега Р. Я. «Мой первый китайский». Минск. 2017. «Попурри».
8. Дерега Я. С., Дерега Р. Я. «Мой первый самоучитель китайского». Минск. 2018. «Попурри».
9. Дерега Я. С. «English With a Cup of Tea». 12 учебных пособий по английскому языку для всех начинающих. Львов. 2018. «Левада».
10. Дерега Я. С. «Deutsch mit einer Tasse Tee». 5 учебных пособий по немецкому языку для всех начинаючих. Львов. 2019. «Левада».
11. Yaroslav Derega, Roksolan Derega «Signs of Heaven. Chinese For Curious Children and Wise Grown-ups». Amazon.
12. Yaroslav Derega, Roksolan Derega «Signe du ciel». Amazon.
13. «Интимная исповедь киевлянина греко-католика 1870 г.р.» («Confessions sexuelles d’un russe du Sud»). Агатангел Крымский. Пособие по французскому языку для взрослых. Львов. 2020. «Левада».
14. «Остров для дам» Пьер Луис (Pierre Louÿs «L'Île aux dames»). Пособие по французскому языку для взрослых. Львов. 2020. «Левада».